# Salomon (roi d'Israël)
Pour les articles homonymes, voir Salomon.
Salomon (en hébreu : שְׁלֹמֹה (shĕlōmōh)) est un roi de l'ancien royaume d'Israël, réputé pour sa richesse et sa sagesse, selon la Bible.
Il succède à son père, le roi David, fondateur de la lignée des rois de Juda. Sa mère est Bethsabée. Conventionnellement, son règne s'étend de 970 à 931 av. J.-C.. Sa naissance est mentionnée dans le Deuxième Livre de Samuel, au chapitre 12, où on découvre qu’il a été confié au soin du prophète Nathan qui nomma Salomon Jedidjah (יְדִידְיָהּ (Yedidyah), qui veut dire « aimé de Yahvé »). Son règne est décrit dans le Premier Livre des Rois. Salomon bâtit la première Maison de Dieu, le Temple de Jérusalem (ou de Salomon), sur la fondation posée par le roi David. Entamée lors de la 4e année du règne de Salomon, la construction du Temple durera sept ans.
Plusieurs livres intégrés au canon biblique lui sont attribués (Proverbes, Cantique des cantiques, Ecclésiaste). D'autres ouvrages apocryphes lui sont attribués. Il est également l'objet de nombreuses légendes, dont certaines le dépeignent comme un magicien.
Le personnage biblique de Salomon figure dans le Coran en tant que prophète et roi sous le nom de Salomon ou Sulayman.

## Étymologie
Le Premier Livre des Chroniques interprète le nom Salomon comme signifiant que le roi apportera la paix (shalom en hébreu) et la tranquillité à Israël. Le nom signifierait « Sa Paix », référence au Dieu de Shalom, ou « complétude », état qui n'est atteint que dans la paix. L’exégèse moderne propose d'y voir la signification de « remplacement » pour un membre défunt de la fratrie (de la forme verbale shillem, « compenser »).

## Récit biblique

### Accession au trône
Salomon est le deuxième fils que le roi David a eu d'une de ses femmes, Bethsabée, prise à Urie le Hittite. Alors que David est vieux, son fils Adonias tente de se faire proclamer héritier. Après 40 ans du règne de David, Salomon devient le troisième roi d'Israël. David ordonne au prêtre Sadoq d'oindre Salomon comme roi après lui. David, mourant, confie ces paroles à son fils de douze ans : « Je m'en vais par le chemin de toute la terre. Sois fort et montre-toi un homme. Prends garde à Dieu, ton Dieu, pour marcher dans ses voies et garder ses statuts, commandements et ordonnances, comme il est écrit dans la Loi de Moïse afin que tu réussisses dans tout ce que tu feras et où que tu te tourneras » (1 Rois 2,1).

### Sagesse

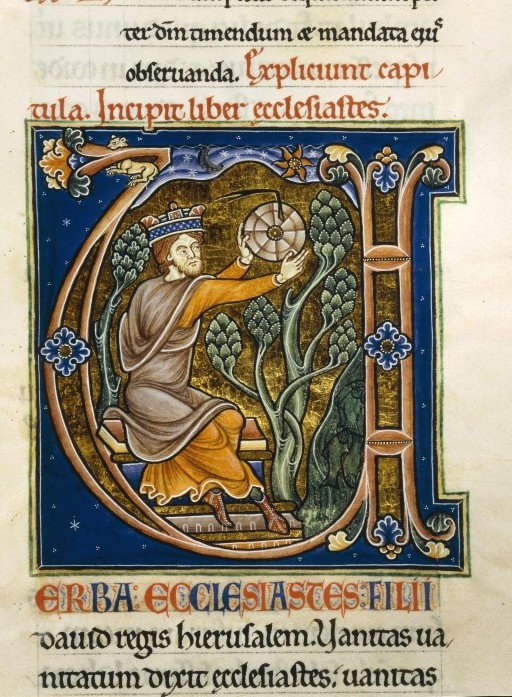
Lettrine historiée d'une bible médiévale (France, 1170-1180), illustrant la Sagesse du roi qui étudie la voûte céleste à l'aide d'un astrolabe.

« Dieu lui dit : « Demande ! Que puis-je te donner ? » Salomon répondit : « […] moi qui ne suis qu'un tout jeune homme, et ne sais comment gouverner […] Il te faudra donner à ton serviteur un cœur qui ait de l'entendement pour gouverner ton peuple, pour discerner le bien du mal […] » Dieu lui dit : « Puisque tu as demandé cela et que tu n'as pas demandé pour toi une longue vie, que tu n'as pas demandé pour toi la richesse, que tu n'as pas demandé la mort de tes ennemis, mais que tu as demandé le discernement pour gouverner avec droiture, voici, j'agis selon tes paroles : je te donne un cœur sage et perspicace, de telle sorte qu'il n'y a eu personne comme toi avant toi, et qu'après toi, il n'y aura personne comme toi. Et même ce que tu n'as pas demandé, je te le donne : et la richesse, et la gloire, de telle sorte que, durant toute ta vie, il n'y aura personne comme toi parmi les rois. Si tu marches dans mes chemins, en gardant mes lois et mes commandements comme David, ton père, je prolongerai ta vie »» (1 Rois 3, versets 5-14).
« La sagesse de Salomon surpassait la sagesse de tous les fils de l'Orient et toute la sagesse des Égyptiens. Il était plus sage qu'aucun homme et sa renommée était répandue parmi toutes les nations d'alentour : il a prononcé 3 000 sentences, et composé 5 000 cantiques. Salomon a parlé sur les arbres depuis le cèdre du Liban jusqu'à l'hysope qui sort de la muraille. Il a aussi parlé sur les animaux, sur les oiseaux, sur les reptiles et sur les poissons. Des gens de tous les peuples venaient pour entendre la sagesse de Salomon de la part de tous les rois de la terre qui avaient entendu parler de sa sagesse » (1 Rois 5 : verset 9 à 13).

### Jugement de Salomon

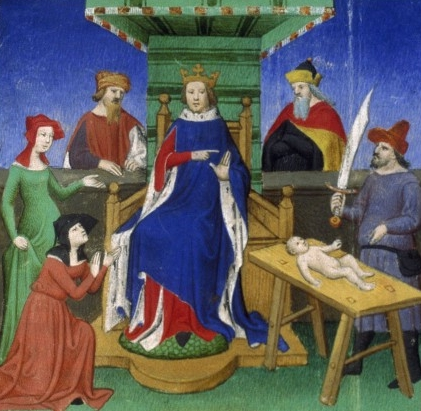
Jugement de Salomon. Miniature extraite de la Bible historiale de Guyart des Moulins, 1412-1415.

Considéré comme le plus sage parmi les hommes, Salomon se rend populaire au début de son règne par ses jugements pleins de sagesse. Il avait d'ailleurs demandé à Dieu de le doter d'un cœur qui sache écouter (2 Chroniques 1:7-12).
En 1 Rois 3:16-28 se trouve rapporté un différend qui oppose deux femmes (de mauvaise vie) ayant chacune donné naissance à un enfant. L'un d'eux meurt dans la nuit et elles portent leur dispute sur le nouveau-né survivant devant Salomon, ce qui donne lieu à l'expression « jugement de Salomon ».

### Un règne de paix et de prospérité
À son avènement, Salomon doit faire face à de nombreuses rivalités et révoltes au sein de son royaume. Il élimine les partisans de son demi-frère Adonias. Le prêtre Abyatar (Abiathar) est exilé et Joab est exécuté.
Les relations de Salomon avec l'Égypte auraient été, selon le Livre des Rois, toujours cordiales. Salomon épouse Naamah, fille du Pharaon. Celui-ci prend et détruit Gézer, une des dernières villes occupées par les Cananéens, au sud d'Israël, puis offre le territoire au roi comme dot de sa fille ( I Rois, 9, 15-17). Salomon rebâtit la ville comme une ville d'Israël. Il s’engage probablement à ne pas attaquer la pentapole philistine.
Salomon organise une expédition militaire à Hamath et Zobah (en) pour contrôler Tadmor (Palmyre) et la route des caravanes.
Son règne marque cependant une période de paix, de prospérité et d'abondance. Le roi bâtisseur fait ériger dans sa capitale des édifices colossaux (le Temple, le palais royal et les fortifications de Jérusalem). Il bâtit le premier Temple de Jérusalem. C'est dans sa quatrième année de règne que Salomon se met à bâtir le temple, qui est achevé en sept ans et demi. C'est le temple, et non plus le tabernacle, qui est alors le centre du culte public.

### L'organisation du royaume de Salomon
Salomon organise l’administration de son royaume, tâche qui lui vaut la réputation de « sage » (hacham en hébreu, hâkâm en arabe).
Comme David, il s’entoure de hauts fonctionnaires et de conseillers (sacrificateurs, scribes et secrétaires, héraut, chef de l’armée) et met en place de nouvelles fonctions (maître du palais, chef des préfets et chef de la corvée). La famille du prophète Nathan est très influente dans ce cabinet. Salomon installe un corps de fonctionnaires (lévites), dévoués au service de l’État. Il institue des écoles pour les former.
Le territoire israélite est divisé en douze préfectures dirigées par un préfet (nesîb), nommé par Salomon. Deux de ces préfets se marient avec des filles de Salomon,. Chaque préfecture doit assurer l’entretien de la cour royale pendant un mois, charge assez lourde à cause du développement du harem royal, du nombre des hauts fonctionnaires et de la charrerie royale. Des revenus proviennent du domaine royal, géré par le maître du Palais, de cadeaux et de tributs versés par les vassaux. Le roi contrôle le commerce international : caravanes du désert (encens, aromates), commerce de haute mer dans des expéditions conjointes avec les Phéniciens (produits et animaux tropicaux, or), commerce avec la Phénicie (blé, huile, cèdre, cyprès, aide technique).
Salomon nomme à la tête de l’armée l’ancien chef de la garde personnelle de David. L’effort de modernisation porte sur les chars, peu utilisés dans le passé, et sur la construction de places fortes.
Aucun Israélite ne peut alors être réduit au servage. Il n'en est pas de même des nombreuses populations « étrangères » demeurées sur le territoire après la conquête de Canaan par Josué et les Juges. Elles sont astreintes à de durs travaux publics. « Salomon les recruta pour la corvée servile, jusqu'à aujourd'hui. » « Aujourd'hui » désigne l'époque de la rédaction du texte, sans doute vers la fin de l'époque royale, vers 650 ou 600 av. J.-C. (I, Rois, 9, 20-22).

### Le déclin
Selon la Bible (1R 11,3), Salomon a pris 700 épouses et 300 concubines. Il laisse se développer des religions païennes dans son entourage « et il arriva, au temps de la vieillesse de Salomon, que ses femmes détournèrent son cœur auprès d'autres dieux » (1R 11,4 et 5). L'infidélité de Salomon à garder l'alliance avec Dieu entraîne la colère divine : « Parce que tu as fait cela, […] Je t'arracherai le royaume […]. Seulement, Je ne le ferai pas dans tes jours, à cause de David, ton père. Mais Je l'arracherai de la main de ton fils. » (1R 11,9 à 13.)
À la fin du règne, la levée de lourds impôts et l'institution de la corvée provoquent des révoltes qui aboutissent à la partition du royaume d'Israël, après la mort de Salomon (931 av. J.-C.).

### Arbre généalogique
La descendance biblique de Salomon se trouve dans le Premier Livre des Chroniques. Les fils légendaires de Salomon appelés Menelik Ier et Adramis sont cités dans le Kebra Nagast.
- Salomon, né à Jérusalem, fils de David et de Bethsabée, femme de Urie le Hittite

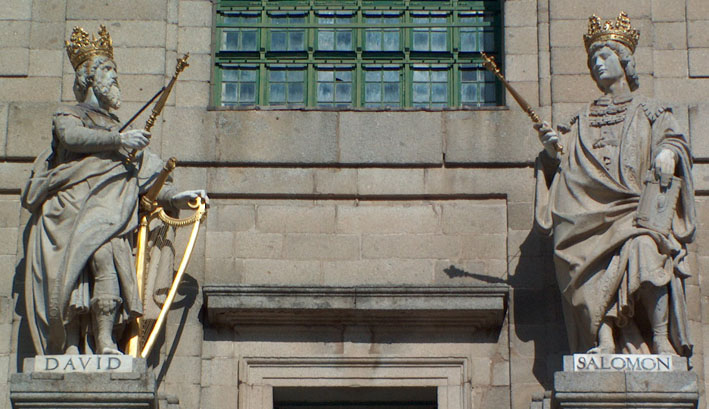
Le roi Salomon (à droite), à côté du roi David, par Juan Bautista Monegro, monastère El Escorial (Espagne).

  - Menelik Ier, fils de Salomon et de la reine de Saba
  - Roboam, né à Jérusalem, fils de Salomon et de Naama
    - Yéoush, fils de Roboam et de Mahalath[12]
    - Shemaria, fils de Roboam et de Mahalath[12]
    - Zahan, fils de Roboam et de Mahalath[12]
    - Abijam, né à Jérusalem, fils de Roboam et de Maacah, fille d'Ouriel[13] et petite-fille d'Absalom[14],[15]
      - Asa, né à Jérusalem, fils d'Abijam et d'Annas
        - Josaphat, fils d'Asa et d'Azuba
          - Joram, fils de Josaphat, marié avec Athalie
            - Josabeth, fille de Joram, mariée au grand prêtre Joïada[16]
              - Zacharie, fils de Joïada et de Josheba, tué par lapidation sur l'ordre de son cousin Joas[17]

            - Ochozias,fils de Joram et d'Athalie
              - Joas, né à Jérusalem, fils d'Ochozias et de Tsibya (en)
                - Amasias, fils de Joas et de Joaddan
                  - Ozias, fils d'Amasias et de Jecolia
                    - Jotham, fils d'Ozias et de Jerusha
                      - Achaz, fils de Jotham
                        - Ézéchias, fils d'Achaz et d'Abija (en)
                          - Manassé, fils d'Ézéchias et de Hephzibah
                            - Amon, fils de Manassé et de Meshullemeth
                              - Josias, fils d'Amon
                                - Joiaqim, fils de Josias et de Zebida
                                  - Joachin, fils de Joiaqim

                                - Joachaz, fils de Josias et d'Hamutal
                                - Sédécias,fils de Josias et d'Hamutal, déporté à Babylone en 587 av. J.-C.

          - Azaria, fils de Josaphat[18], tué par son frère aîné Joram[19],[20]
          - Yehiel, fils de Josaphat[18], tué par son frère aîné Joram[19],[20]
          - Zacharie, fils de Josaphat[18], tué par son frère aîné Joram[19],[20]
          - Azaryahu, fils de Josaphat[18], tué par son frère aîné Joram[19],[20]
          - Mikaël, fils de Josaphat[18], tué par son frère aîné Joram[19],[20]
          - Shephatyahu, fils de Josaphat[18], tué par son frère aîné Joram[19],[20]

    - Altaï, fils de Roboam et de Maacah, fille d'Ouriel et petite-fille d'Absalom
    - Ziza, fils de Roboam et de Maacah, fille d'Ouriel et petite-fille d'Absalom
    - Shelomith, fils de Roboam et de Maacah, fille d'Ouriel et petite-fille d'Absalom

  - Adramis, fils de Salomon, marié à Adlonya, fille de Balthasar
  - Taphath, fille de Salomon, mariée au fils d'Abinadab[8]
  - Basmath, fille de Salomon, mariée à Ahimaats[9]

## Historicité

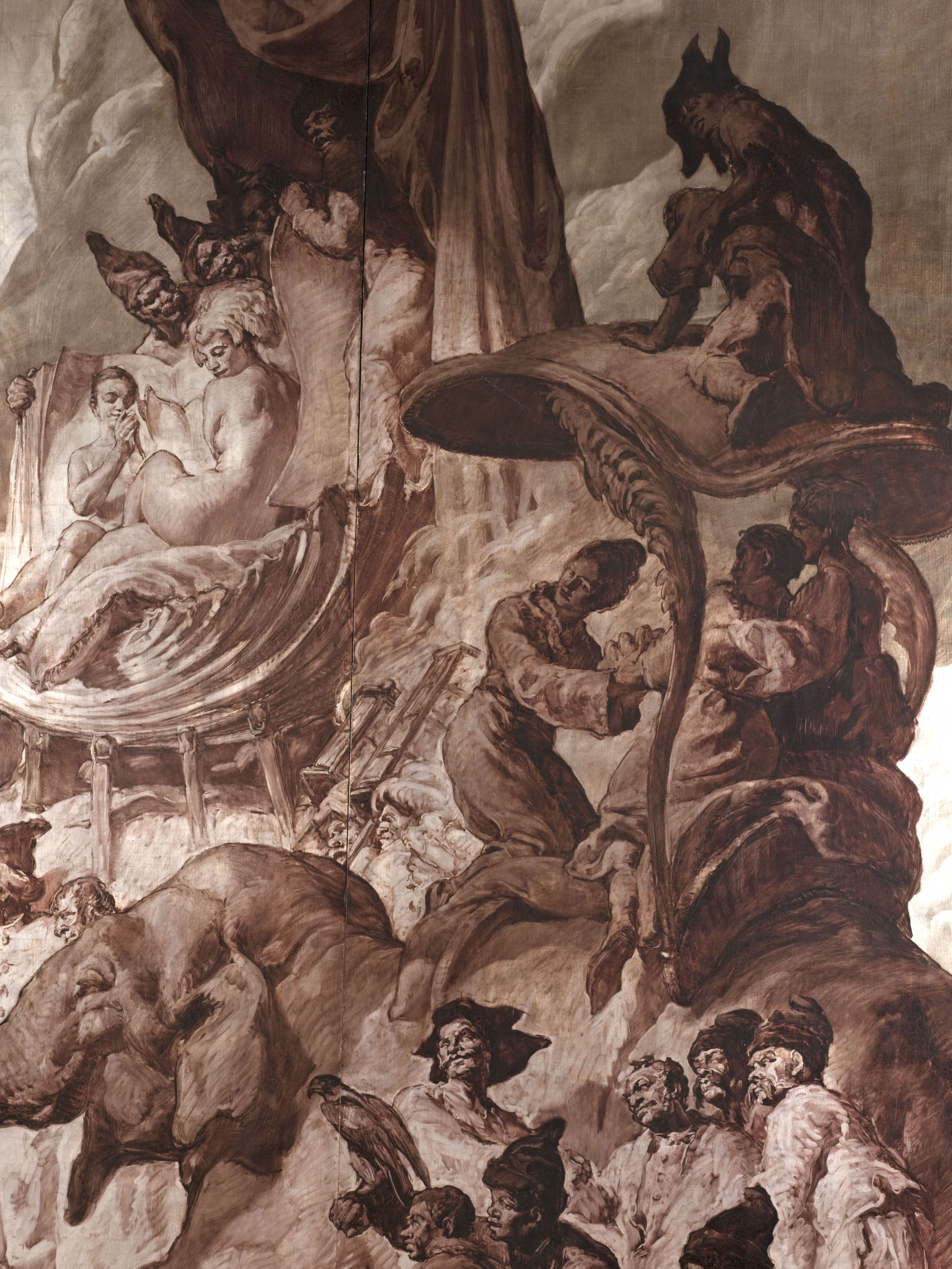
La reine de Saba, prête à quitter son royaume pour aller retrouver le roi Salomon, est assise sur une conque de nacre. José Maria Sert, musée Carnavalet, 1925.

L'existence d'un « empire salomonien » dans les chapitres 3 à 11 du Premier Livre des Rois est souvent considérée comme une pure fiction de l'auteur biblique de ce passage. Il aurait attribué des réalités de l'empire néo-assyrien à Israël pour le doter d'un passé glorieux.
Dans les chapitres 6 à 8 du Premier Livre des Rois qui racontent la construction du temple, l'auteur deutéronomiste écrit le texte alors que le temple est déjà détruit, probablement à l'époque perse, la diaspora juive prenant alors Jérusalem comme une direction de prière. Le récit, qui suggère la construction par Salomon, refléterait plutôt soit la rénovation soit l'aménagement d’un sanctuaire déjà existant. Une interprétation du texte de la Septante pour ce même passage biblique suggère que Salomon aurait transformé un sanctuaire en plein air où aurait été vénérée la déesse solaire Shapash.
Selon certains historiens[Lesquels ?], le royaume de Juda du Xe siècle av. J.-C. n'est ni unifié, ni florissant. Il se résume à une contrée pauvre, peu commerçante, n'ayant ni la richesse, ni le niveau de commerce, ni les fastes décrits dans le récit biblique traitant de Salomon. À la suite de beaucoup d'autres archéologues et scientifiques, Israel Finkelstein et Neil Asher Silberman (dans Les Rois Sacrés de la Bible) amènent la preuve archéologique que la majeure partie de l'histoire décrite précédemment est en fait une compilation de faits s'étant déroulés deux siècles plus tard, dont une partie est attribuable à Manassé. En ce qui concerne le premier temple construit par Salomon, aucune fouille archéologique n'étant possible, la science ne peut ni confirmer ni infirmer sa construction par Salomon. Le faste et la surface de celui-ci ne sont pas réalistes, en tenant compte des moyens et de la situation économique et politique du royaume de Juda du Xe siècle av. J.-C. Au contraire, l’érudit Isaac Kalimi soutient que les preuves archéologiques, bien que limitées, soutiennent la crédibilité du récit biblique.

## Livres attribués à Salomon

### Livres bibliques
Bible hébraïque
- Livre des Proverbes

« Le sage écoute et augmente son savoir ; celui qui est intelligent acquiert de l’habileté (1:5). La crainte de l’Éternel est le début de la sagesse ; les insensés méprisent l’instruction de la sagesse (1:7). Acquiers la sagesse, acquiers l’intelligence ! N’oublie pas les paroles de ma bouche et ne t’en détourne pas (4:5). La crainte de l’Éternel c’est la haine du mal : l’arrogance, l’orgueil, la voie du mal, la bouche perverse, voilà ce que je hais (8:13). »
- Le Cantique des cantiques
- L'Ecclésiaste / hébreu, Qohelet (Voltaire, dans son dictionnaire philosophique, estimait déjà improbable cette paternité)

Livres deutérocanoniques
- L'Ecclésiastique[29]
- Livre de la Sagesse

### Apocryphes
- Psaumes de Salomon
- Odes de Salomon
- Testament de Salomon
- Clavicula Salomonis
- Lemegeton
- Grand grimoire

## Dans l'islam
Dans l'islam, contrairement au judaïsme et au christianisme, Salomon (en arabe : سليمان : Soulaymān) est totalement soumis au seigneur, en tant que prophète-roi à qui Dieu a donné la Science. Il est connu pour sa piété et pour sa capacité à parler aux animaux, en particulier aux oiseaux.
Salomon est nommé Sulayman dans le Coran, forme dérivant du syriaque. Ce nom est connu dès la période préislamique au VIe siècle. Il est présent dans sept sourates coraniques, donnant quelques fragments de l'histoire de Salomon. La sourate 21, par exemple, raconte un épisode où Salomon aurait fait preuve d'une grande justice dans un jugement entre un cultivateur et un berger.
Un thème déjà présent dans la légende de Salomon avant l'islam est le pouvoir qu'il possède sur les djinns (précisément les djinns non-croyants : les Chayateen. Les djinns croyants, eux, lui sont dévoués) et les Éfrits. Aussi le Coran évoque-t-il la construction de l'oasis de Palmyre par Salomon et avec l'aide des Chayateen. Un autre thème est la visite de la reine de Saba appelée Bilqis par la tradition musulmane. Dans ce récit, elle aurait soulevé le bord de sa robe pour marcher sur des pierres brillantes qu'elle aurait pris pour de l'eau. Néanmoins, cet épisode peut être rapproché des récits initiatiques juifs. Mais dans le Coran, la reine de Saba se convertit à l'islam.
Le texte coranique sur Salomon, notamment le verset 102 de la sourate 2, se veut une correction de fausses croyances concernant Salomon que les juifs seraient supposés avoir adoptées sous l'influence du démon.

## Légendes

### Salomon en tant que magicien
La Bible hébraïque présente le roi Salomon, censé avoir régné sur le royaume d'Israël au Xe siècle av. J.-C. et bâtisseur du premier Temple de Jérusalem, comme un sage, auteur de proverbes et de chansons, grand connaisseur des secrets des plantes et des animaux, mais non comme un magicien,. Il semble que sa réputation d'astrologue apparaît dès le IIe siècle av. J.-C., et au Ier siècle apr. J.-C., l'historien juif Flavius Josèphe le présente comme ayant écrit 3 000 livres d'exorcismes et d'incantations contre les maladies engendrées par les démons.
Le premier livre de magie qui lui est faussement attribué est le Testament de Salomon, écrit en grec ancien, entre le Ier siècle et le Ve siècle, probablement à Babylone ou en Égypte, les plus anciens manuscrits datant du Ve siècle. Ce n'est que plusieurs siècles après, qu'il est traduit en latin, en hébreu et en arabe.

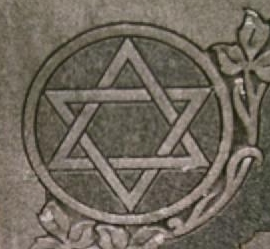
Sceau de Salomon appelé de nos jours « Étoile de David » (aux branches entrelacées) sur une pierre tombale du cimetière juif de Krugerdorf, Ontario (Canada).

Comme dans le judaïsme, l'islam et le Coran le décrivent comme étant prophète et roi d’Israël : Dieu lui aurait octroyé une vaste sagesse, le don de parler à certains animaux, le don de maîtriser les vents. Également, il lui aurait offert un anneau comportant un sceau connu sous le nom du « sceau de Salomon », qui permet de commander les génies (djinns) ainsi que les démons (shayatine), même les plus puissants. Ces créatures, soumises par l'anneau, auraient ainsi enseigné à Salomon toutes les sciences occultes, magies et sorcelleries, l'architecture et d'autres arts et auraient aussi aidé à la construction du « Temple de Salomon ». À partir de cette base, divers textes de magie ont été attribués à Salomon au cours des siècles qui ont suivi, dont notamment les Clavicules de Salomon, le Lemegeton, le Grand grimoire, etc.,,,.
« Salomon contraint tous les démons de lui décrire les différentes maladies qu’ils causaient et les remèdes nécessaires pour en guérir et différentes herbes à utiliser pour se débarrasser de la douleur ; puis Salomon écrit toutes ces choses sur le mur de la Maison de Dieu. Et quand un homme était malade, il allait au temple et regardait le mur pour trouver le remède de sa maladie et l’ayant appliqué il était guéri et glorifiait Dieu. Après la mort de Salomon, Ézéchias recouvrit le mur de chaux et les prescriptions ne purent plus être vues et lues. Quand Ézéchias tomba malade, il ne put trouver la prescription pour son mal, alors il alla au temple et se coucha là et voyant le mur il pleura et se repentit de ce qu’il avait fait ».

### Autres récits
Chroniques d’Ahimaaz : « Lorsque les jours du roi David approchaient leur fin, il convoqua Salomon dans la salle des trésors où se trouvaient des rangées des coffres remplis de richesses ; 100 000 talents d'or et 1 000 000 talents d'argent, laiton, marbre, bois de cèdre et des coffres pleins de bijoux. David dit : Ce trésor que j’ai réuni appartient à Dieu et les matériaux qui attendent ici sont pour son temple, pour la maison où sa gloire va demeurer, que tu vas construire quand tu seras roi. Voici les plans du temple dessinés selon les caractéristiques qui m’ont été indiquées en rêve. Ce sont les plans pour la maison de Dieu que tu élèveras et dont la proportion est un travail monumental. J'ai confiance en tes talents mais c'est une entreprise grandiose et tu auras besoin d'aide pour la réaliser. Salomon dit : Que Dieu m’accorde la sagesse pour élever son temple selon sa volonté ».
Chronique de Tabari : « L’ange Gabriel dit à David (Daoud) : Celui de tes enfants qui répondra à ces questions sera ton successeur après ta mort ; les génies, les hommes, les démons, les oiseaux et tout l’univers seront sous sa domination ».
Chroniques de John Seymour : « Les docteurs de la Loi voulurent tester Salomon pour éprouver son jeune âge et afin d’empêcher son accession au trône à la mort du roi David ; le roi se disait en lui-même que lorsqu’ils verraient la grandeur de sa sagesse ils cesseraient d’objecter qu’un être si jeune puisse contrer et leurs décisions et les miennes. Et Salomon répondit à leurs questions par des réponses si parfaitement sages que tous ceux qui se tenaient là comprirent que tout cela fut planifié par le roi David afin de montrer que Salomon serait un digne successeur après lui ».

## Salomonides d'Éthiopie
Selon une historiographie éthiopienne construite probablement à partir du XIIIe ou XIVe siècle et rapportée par le Kebra Nagast, le roi Salomon a eu un enfant avec la reine de Saba : il s'agit du roi Ménélik Ier ou Bäynä Ləhkəm en guèze, fils aîné de Salomon. Succédant à sa mère, ce premier roi légendaire de la dynastie salomonide d’Éthiopie aurait converti son royaume au judaïsme. Suivant cette tradition, Salomon aurait également eu deux autres fils d'épouses différentes : Rehabam, qui succède à Salomon, et Adramis qui épouse Adlonya, fille de Balthasar ou Baltasor, le roi de Byzance ou de Rome auquel il succède.
Ce récit permet de revendiquer les origines juives du christianisme éthiopien tout en affirmant la supériorité de ce christianisme éthiopien par rapport au judaïsme à la fois d'un point de vue religieux et d'un point de vue politique ainsi qu'il permet à la propagande impériale éthiopienne d’asseoir son ancienneté et son autorité.

## Représentations ultérieures

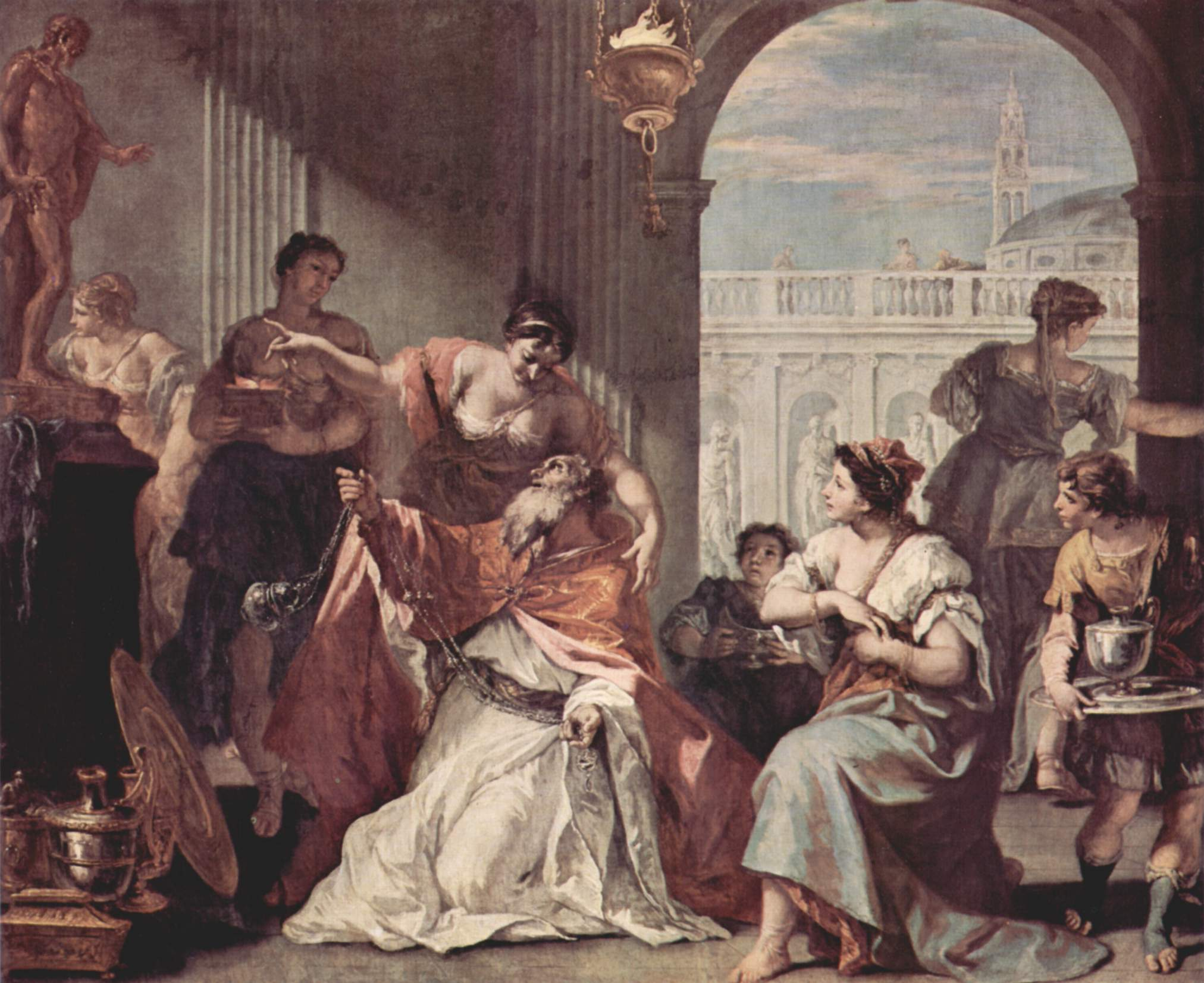
Salomon adore les idoles, 1724
Sebastiano Ricci
Galerie Sabauda (Turin)

Salomon, bien qu'il apparaisse dans la Bible comme un personnage doté d'une très grande sagesse, prend plusieurs épouses et concubines. De plus, il accepte que des dieux étrangers soient adorés. C'est pour cela que son image n'est pas totalement positive et que des exégètes chrétiens du Moyen Âge se sont demandé s'il avait été délivré des Enfers par Jésus-Christ ou s'il avait été abandonné.

## Mise en musique
- Le Jugement de Salomon à 3 chœurs, 2 violons et orgue, Histoire sacrée de Giacomo Carissimi.
- Judicium Salomnis, H422, Histoire sacrée pour solistes, chœur, orchestre, et basse continue de Marc-Antoine Charpentier, 1702.
- La chute de Salomon, cantate de Sébastien de Brossard.
- Rex Salomon, oratorio de Tomaso Traetta.

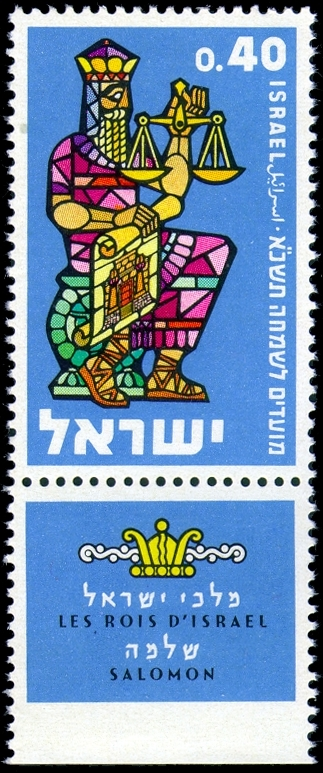
Timbre postal israélien représentant Salomon, roi d'Israël (1960)

- Solomon, oratorio de Georg Friedrich Haendel, HWV 67, 1748.

## Dans les arts plastiques
- Le Jugement de Salomon, huile sur panneau de Frans Floris, réalisée vers 1547.
- Le Jugement de Salomon, huile sur toile de Nicolas Poussin réalisée en 1649.
- Salomon recevant la Reine de Saba, huile sur toile de Jacques Stella, réalisée autour de 1650.
- Salomon adore les idoles, de Sebastiano Ricci, 1724.

## Au cinéma et à la télévision
- 1913 : La Reine de Saba, film français de Henri Andréani, avec René Alexandre dans le rôle de Salomon ;
- 1921 : La Reine de Saba (Queen of Sheba), film américain de J. Gordon Edwards, avec Fritz Leiber dans le rôle de Salomon ;
- 1952 : La Reine de Saba (La regina di Saba), film italien de Pietro Francisci, avec Gino Cervi dans le rôle de Salomon ;
- 1959 : Salomon et la Reine de Saba (Solomon and Sheba), film américain de King Vidor, avec Yul Brynner dans le rôle de Salomon ;
- 1997 : Salomon, mini-série italo-américaine, réalisée par Roger Young, avec Ben Cross dans le rôle de Salomon.
- 2020 : Westworld (Saison 3), série américaine HBO, intelligence artificielle précurseur de Rehoboam.
- 2022: Trois mille ans à t'attendre, film de George Miller.

## Dans le jeu vidéo
- 1986 : Solomon's Key, une quête pour retrouver la clef en question afin de sauver le monde des démons.
- Il est l'un des principaux alliés du joueur dans la première partie du jeu Fate/Grand Order en tant que Docteur Romani Archaman, dévoilant sa véritable identité dans le dernier chapitre de la première partie.
- Les jeux mobiles Obey Me! et Obey Me! Nightbringer de NTT Solmare introduisent tous deux le personnage de Solomon, l'un des deux humains principaux du jeu avec le protagoniste. Il est dépeint comme un sorcier immortel ayant pactisé avec 72 démons et comme le protecteur du monde des humains.
- En 2010, dans le jeu Prince of Persia : Les Sables oubliés, le souverain local Malik utilise le sceau de Salomon pour libérer ce qu'il pense être l'armée de Salomon, dont « le nombre de soldats est aussi grand que le nombre de grains de sable dans le désert ». Il s'avère, au contraire, que cette armée est une armée de démons que Salomon avait pu tenir enfermés pour l'éternité grâce à ce sceau. Les djinns jouent aussi un rôle dans l'histoire, pour diriger cette armée, ou apporter une aide magique au héros.

#### Sources primaires
- La Bible. Traduction œcuménique (TOB), Paris, Cerf ; Villiers-le-Bel, Bibli'O, 2011, 2757 p.
- Les psaumes de Salomon, Joseph Viteau et François Martin (éd.), Paris, Letouzey et Ané, 1911, 427 p.
- Les Odes de Salomon, Marie-Joseph Pierre et Jean-Marie Martin (éd.), Turnhout, Brepols, 1994, 224 p.
- Frederick Cornwallis Conybeare (éd), « », The Jewish Quarterly Review, 11, 1898, p. 1-45.
- Pablo Torijano (éd.), « Appendix one : A Translation of the Hygromanteia of Solomon », in Id., Solomon the Esoteric King : from King to Magus, Development of a Tradition, Leyde ; Cologne ; Boston, Brill, 2002, p. 231-253.
- Les Clavicules de Salomon, ou Le véritable grimoire secretum secretorum, Ribadeau Dumas François (éd.), Paris, Pierre Belfond, 1972, 193 p.
- Kebra Nagast. La gloire des rois : épopée nationale de l'Éthiopie, Gérard Colin (éd.), Genève, Patrick Cramer, 2002, 115 p.
- The Lesser Key of Solomon : Lemegeton Clavicula Salomonis. Detailing the Ceremonial Art of Commanding Spirits Both Good and Evil, Peterson Joseph Hagan (éd.), York Beach, Weiser, 2001, 304 p.

#### Littérature secondaire
- Jacques Bellichach, « Le Jugement de Salomon est-il un jugement ? », La Gazette du Palais, recueil 2007, p. 3977-3978.
- Israël Finkelstein et alii, « Chapitre V », in Ead., La Bible dévoilée : les nouvelles révélations de l'archéologie, Paris, Bayard, 2002, p. 194-227.
- Israël Finkelstein et alii, « Chapitre V », in Ead., Les rois sacrés de la Bible. À la recherche de David et Salomon, Paris, Bayard, 2006, p. 184-215.
- Jean Koulagna, Salomon de l'histoire deutéronomiste à Flavius Josèphe. Problèmes textuels et enjeux historiographiques, Paris, Publibook, 2009, 194 p., (ISBN 978-2-7483-4583-4).
- Ernest-Marie Laperrousaz et André Bendjebbar, Salomon, roi d'Israël, Paris, Hachette, 2000, 36 p.
- Claude Lecouteux, Histoire légendaire du roi Salomon, Paris, Imago, 2020, 269 p.
- Claude Lichtert et Dany Nocquet (dir.), Le Roi Salomon. Un héritage en question. Hommage à Jacques Vermeylen, Bruxelles, Lessius, 2008, 495 p.
- Gérard Nahon, « Règne de Salomon », Encyclopædia Universalis, s.d.
- André Paul, « Livres dits de Salomon », Encyclopædia Universalis, s.d.
- Pablo Torijano, Solomon the Esoteric King : from King to Magus, Development of a Tradition, Leyde ; Cologne ; Boston, Brill, 2002, 333 p.
- Rudy Mahut , "Les Clavicules de Salomon" : étude du manuscrit latin 15127 de la BNF [Mémoire de Maîtrise Septembre 2001 - Université Paris X]